# Ann Petry
Ann Petry (nascida Anna Houston Lane Old Saybrook, 12 de outubro de 1908 – 28 de abril de 1997) foi uma escritora, contista e jornalista norte-americana, autora de livros para adultos e crianças. 
Seu primeiro livro, The Street (1946), se tornou o primeiro livro escrito por uma autora negra a vender mais de 1 milhão de exemplares.

## Biografia
Ann nasceu em Old Saybrook, no estado de Connecticut, em 1908. Era a mais nova entre as três filhas de Peter Clark Lane e Bertha James Lane. Seu pai era farmacêutico e sua mãe era podóloga e cabeleireira, tendo um salão na cidade. Ann era prima de Anna Louise James, a primeira farmacêutica de Connecticut.
A família viveu uma vida simples, ainda que pobre, até Ann ficar adulta. Antes de sua mãe se tornar uma empresária de sucesso, Ann e suas irmãs trabalharam como empregadas. Seus pais insistiam para que as filhas estudassem e tentassem romper o ciclo de pobreza que assolava a população negra da cidade. Ann e as irmãs vivenciaram vários momentos racistas, como a vez em que um homem branco tentou expulsar Ann de uma praia.
Os tios de Ann viajavam bastante, portanto tinham muitas histórias para contar às suas sobrinhas quando voltavam. As figuras femininas de sua família foram uma grande inspiração e entre elas não existia o pensamento de que elas eram impedidas de fazer algo apenas por serem mulheres.

## Carreira
Seu desejo de se tornar escritora surgiu no ensino médio, quando seu professor de inglês leu para a classe um ensaio escrito por Ann e disse que aquel pessoa poderia se tornar um escritor se quisesse. A decisão de cursar farmácia foi de sua família. Depois de se formar no ensino médio em 1929, Ann cursou a faculdade de farmácia pela Universidade de Connecticut, em New Haven, em 1931. Ann trabalhou na farmácia da família por vários anos enquanto escrevia contos em seu tempo livre.
Em 28 de fevereiro de 1928, Ann se casou com George D. Petry, da Louisiana, e o casal se mudou para Nova Iorque. Ann trabalhou como jornalista nessa época, escrevendo para jornais como o The Amsterdam News, entre 1938 e 1941 e o The People's Voice (1941–44), publicando alguns de seus contos em revistas e jornais da época.
Entre 1944 e 1946, Ann estudou escrita criativa na Universidade Columbia. Fez cursos também no Harlem, onde compreendeu como boa parte da população negra do país vivia. Pelas ruas do Harlem, ela viu em primeira mão a pobreza e o preconceito, o que influenciou muito a sua escrita. Sua maneira de lidar com a indignação era escrevendo. Foi dessa indignação que surgiu seu livro mais famoso The Street.
De volta à sua cidade natal, Ann escreveu os romances Country Place (1947) e The Narrows (1953), além de contos e livros infantis, ainda que nenhum deles tenha chegado ao sucesso comercial de seu primeiro livro.

## Morte
Ann morreu em 28 de abril de 1997, em Old Saybrook, aos 88 anos. Seu marido, George, morreu em 2000 e o casal teve apenas uma filha, Liz Petry.